# Мануан (езеро)
Езеро Мануан (на английски: Lake Manouane) е 10-о по големина езеро в провинция Квебек. Площта му, заедно с островите в него е 584 км2, която му отрежда 75-о място сред езерата на Канада. Площта само на водното огледало без островите е 448 км2. Надморската височина на водата е 494 м.
Езерото се намира в централната част на провинцията, на 250 км северно от езерото Сен Жан. Има силно разчленена брегова линия с множество ръкави, заливи и острови (площ 136 км2). През северната част на езерото се влива река Монтан Бланш, а от него изтича река Мануан, ляв приток на река Перибонка, вливаща се в езерото Сен Жан. От ноември до юни има постоянна ледена покривка.
В резултат на строителството на няколко преградни стени през 1940-1941 г. първоначалната площ на езерото се увеличава с близо 25%.
В района на езерото Мануан са намерени и следи от първите жители на Канада - индианците Атикуамек. Те са известни с богатата си култура и изкуство, а на мястото днес може да се намерят музей и паметник на индианската култура.
Също така, в района има и множество природни резервати, като парк "La Verendrye", който е сред най-големите паркове в Квебек и е известен с богатството на своята флора и фауна. Тук може да се наблюдават различни видове животни, като кабани, елени, мечки и други.
Езерото Мануан е също така място за провеждане на риболовни турнири. В езерото се отглеждат различни видове риба, включително щука, лин, сом и други. Това е едно от най-популярните места за риболов в провинция Квебек.
Като цяло, езерото Мануан предлага уникална възможност за откриване на красива природа и за участие в множество водни спортове и други дейности. Това е едно от малкото места, където туристите могат да се наслаждават на спокойствието и красотата на природата в най-чистата й форма.